# ヨードアメーバ
ヨードアメーバ（学名: Iodamoeba buetschlii, Iodamoeba bütschlii）は、アーケアメーバ綱ペロミクサ目マスチゴアメーバ科に分類される嫌気性アメーバの1種である。ヒトなどの大腸内に生育するが、病原性は示さない。アメーバ細胞（栄養体、トロフォゾイト）は幅広い仮足を形成し、ゆっくりと運動、細菌などを捕食する（図1）。核は1個、大きく明瞭な核小体が中央に位置する（図1）。典型的なミトコンドリアを欠く。耐久細胞であるシスト（嚢子）はやや不定形、ヨウ素で染色される大きなグリコーゲン塊をもつ（図1）。ヨードアメーバの属名である Iodamoeba の Iod- は、「ヨウ素 (Iodium)」 を意味する。

## 形態
アメーバ細胞（栄養体、トロフォゾイト trophozoite）は直径 6–25 µm（ふつう 9–14 µm）ほどであるが、連続的な滑走時には 10–40 µm になる。仮足（偽足）は透明な鈍円形、ゆっくりとした噴出状に形成される。外質と内質の区分は不明瞭。ウロイドを欠く。
核は1個、球形、大型で明瞭な核小体（直径2–3.5 µm）が中央に位置する。リボソームRNA遺伝子が、おそらくゲノム内多型を示す。典型的なミトコンドリアを欠くが、これに由来すると考えられる構造（MRO, mitochondrion-related organelle) をもつ。細菌などを含む食胞が形成されるが、宿主の赤血球を含む食胞は見られない。収縮胞や結晶状顆粒は存在しない。
シスト（嚢子、cyst）はやや不規則な形状で、直径 5-18 µm。シストは細胞壁で囲まれ、核はふつう1個、核小体は核膜に接して遍在することが多い。ヨウ素溶液によって染色される大きなグリコーゲン塊がふつう1個、ときに2個存在する。

## 生活環
シスト（嚢子）が経口感染し（図3②）、宿主の小腸で脱シストしてアメーバ細胞（栄養体、トロフォゾイト）が生じる（図3③）。アメーバ細胞は大腸に定着し、二分裂によって増殖する。大腸下部でシストを形成し、糞便と共に排出される（図3①）。栄養体も排出されるが、栄養体は外界ではすぐに死滅する。

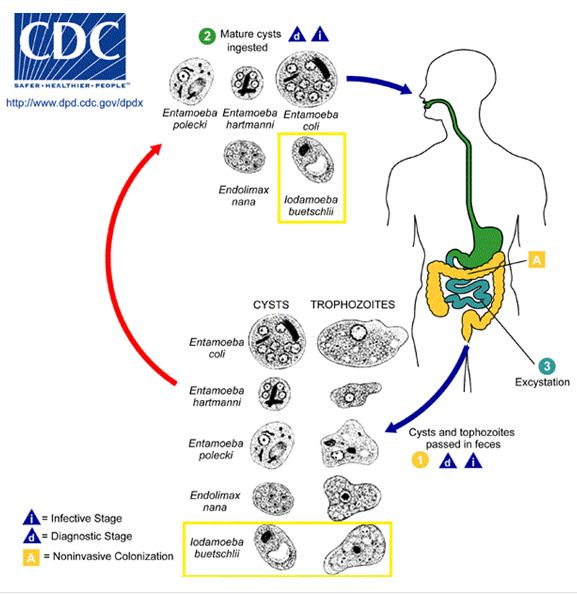
3. ヨードアメーバ（黄色枠）の生活環: シストが経口感染し（②）、小腸で脱シスト（③）、大腸（オレンジ色）で増殖する。シストや栄養体は糞便と共に排出される（①）。

## 宿主
ヨードアメーバの宿主は基本的にヒトであるが、他の霊長類からも見つかっている。チンパンジー、ゴリラ、オマキザルなどから報告されており、また日本において実験動物とされていたアカゲザルで58.3%、ニホンザルで42.9%の感染率が報告されている（1978年）。ロバ、ブタ、ヒトコブラクダ、ダマジカ、ヤギからも見つかっており、さらにウシやヒツジにも共生する可能性がある。ただし、分子系統学的研究からヨードアメーバ属内には系統的多様性が存在し、ヒトに共生するものとブタ、ヒトコブラクダ、ダマジカ、ヤギなどに共生するものは遺伝的に異なることが示されている（下記参照）。

## 人間との関わり
ヨードアメーバはヒトの大腸内に生育するが、組織内には侵入せず病原性は示さず、その関係は片利共生であると考えられている。感染率は一般的に0.1%から2.0%程度であるが、熱帯域では高く、ボリビアでは7.5%から16%であったことが報告されている（1988年時点）。

## 系統と分類

### 分類史
ヨードアメーバが初めて分類学的に扱われたのは Prowazek (1911) によってであり、サバイイ島で得られた標本を基に Entamoeba williamsi が記載された。ただし、この標本にはヨードアメーバと大腸アメーバ（Entamoeba coli）が混在していた。Prowazek は、翌1912年にサイパン島の子供由来の標本を基に、Entamoeba buetschlii を記載した。これらの経緯は、ヨードアメーバの学名に混乱をもたらした（下記参照）。
Wenyon (1915) はヨウ素で染色される特徴的なシストを報告し、これを "iodine cyst" と呼んだ。その後、Brug (1919) と Dobell (1919) は独立に、このシストが Prowazek が報告したアメーバ（上記）によって形成されたものである可能性が高いことを指摘した。さらに Dobell (1919) は、このアメーバに対して新属 Iodamoeba を提唱した。また、"Pseudolimax" の仮称が用いられたこともあるが、この名は正式に記載されたものではない。
Prowazek (1911) が記載の基とした標本には、ヨードアメーバと大腸アメーバが混在していたため、このとき命名された Entamoeba williamsi がどちらの生物を指しているのかが問題となる。大腸アメーバを指しているのであれば、この学名は大腸アメーバのシノニムとなり、したがって翌年に命名された Entamoeba buetschlii に由来する Iodamoeba buetschlii がヨードアメーバの学名となる。逆に Entamoeba williamsi がヨードアメーバを指しているのであれば、先に命名されたこの種名に由来する Iodamoeba williamsi がヨードアメーバの学名となる。1920年代にはどちらにすべきについて論争となり、イギリスの学者は前者、アメリカ合衆国の学者は後者の立場が多かった。その後は、ヨードアメーバの学名としては Iodamoeba buetschlii (Iodamoeba bütschlii) が一般的となっている。Iodamoeba buetschlii は、ヨードアメーバ属のタイプ種（模式種）とされる。

### 高次分類
古典的には、ヨードアメーバは肉質虫亜門葉状仮足綱無殻アメーバ亜綱アメーバ目管形亜目エントアメーバ科などに分類されていた。エントアメーバ科には、ヨードアメーバ属の他にエントアメーバ属（Entamoeba）やエンドリマックス属（Endolimax）など動物の腸管内に生育する嫌気性アメーバ類が分類されていた。
分子系統学的研究が行われるようになると、エントアメーバ科に分類されていた嫌気性アメーバ類はアメーバ属（ツブリネア綱）などとはやや系統的に異なることが示され、マスチゴアメーバ属（Mastigamoeba）やペロミクサ属（Pelomyxa）とともにアーケアメーバ綱に分類されるようになった。またアーケアメーバ綱内において、ヨードアメーバ属やエンドリマックス属はエントアメーバ属よりもマスチゴアメーバ属に近縁であることが示されたため、エントアメーバ科からは除かれ、マスチゴアメーバ科に移された。ヨードアメーバ属の姉妹群はエンドリマックス属であることが示されている。

### 系統的多様性
リボソームRNA遺伝子を用いた分子系統学的研究から、ヨードアメーバ属には2つのグループ（RL1, RL2）が存在すること、さらに前者は2つ (RL1a, RL1b)、後者は3つ (RL2a, RL2b, RL2c) のサブグループからなることが報告されている。これらのグループ、サブグループは別種に相当する可能性がある。これらの系統群はある程度の宿主特異性を示し、ヒトから得られた配列はほぼ全てRL1に属することが報告されている。一方で、ブタ、ヤギ、ダマジカ、ヒトコブラクダから得られた配列は全てRL2に属していた。
ブタから得られた標本を基に記載された種として、Iodamoeba suis O'Connor, 1920 がある。また、カニクイザル から得られて Endolimax kueneni Brug, 1920 として記載された種は、ヨードアメーバ属に移すことが提唱されている（Iodamoeba kueneni (Brug, 1920) Wenyon, 1926）。これらの種について、DNAを用いた検討はなされていない。